# Alejandra Krauss
Krauss  Valle est un nom espagnol. Le premier nom de famille, en général paternel, est Krauss ; le second, en général maternel, souvent omis, est Valle.
Alejandra Krauss Valle, née en 1956, est une femme politique chilienne et ancienne ministre du Plan et de la Coopération.

## Biographie
Elle est la fille d'Enrique Krauss, qui est ministre de l'Intérieur sous Patricio Aylwin. Elle étudie le droit à l'Université du Chili.
Alajandra Krauss est avocate, travailleuse social et membre fondateur du cabinet d'avocats "Krauss y Donoso y Cía".
Elle promeut des causes sociales à La Florida, créant "Famille et avenir", une organisation sociale dédiée au développement de la famille, avec Mariana Aylwin. En tant que membre du Parti démocrate-chrétien du Chili, Alejandra Krauss est nommée ministre de la Planification et de la Coopération (MIDEPLAN) par le président Ricardo Lagos, et occupe ce poste de 2000 à 2002,. En 2004, Alejandra Krauss se présente comme candidate au poste de conseiller municipal de La Florida et est élue avec 10,93% des voix.